# Волконский, Яков Петрович
Князь Яков Петрович Волконский — стольник, воевода и окольничий во времена правления Михаила Фёдоровича, Алексея Михайловича и Фёдора Алексеевича.
Рюрикович в XXI поколении. Представитель 3-й ветви княжеского рода Волконских. Старший сын воеводы князя Петра Андреевича Волконского «Глазуна». Младшие братья — князья Михаил и Семён Волконские.

## Биография
Стольник при патриархе Филарете Романове. Пожалован из патриарших в царские стольники (1632). Получил за службу поместный оклад в размере 500 четей (1634). На приёме литовских послов в «большой стол перед боярами пить носил» (1635). Находился на воеводстве в южной крепости Чугуев (1646-1649), за службу получил от царя Алексея Михайловича придачу в 100 четей. Воевода в Царево-Алексеевске, должен был участвовать в сходе войск Украинных городов (1650-1651). Участвовал в двух походах русской армии на Великое княжество Литовское (1654-1655), в награду за службу получил придачу к окладу 209 четей. Второй осадный воевода в Торопце (ноябрь 1661-1662), откуда переведён осадным воеводой в Вильно (ноябрь 1662), переведён тем же на воеводство в Витебск (февраль 1663-1665). Сделал вклад из серебряной посуды в костромской Богоявленский монастырь по своему отцу (1666). Назначен воеводой в Севск (май 1668), а его старший сын Григорий Яковлевич назначен товарищем (заместителем) своего отца. Поместный оклад князя Якова Волконского составлял 920 четей (1668). Местничал с князем Данилой Афанасьевичем Барятинским (1668). Воевода в Якутске (1670-1675). Пожалован чином окольничего (1676). В Боярской книге (1679) отмечено, что получил придачу в 100 четвертей. Вновь учинён оклад в 600 четвертей (1682). Сопровождал Государя в Троице-Сергиев монастырь (1683), за что получил придачу в 500 четвертей.
Вотчинник Пошехонского и Вологодского уездов.

## Семья
Жена: Анна Фёдоровна урождённая Дурова — дочь Фёдора Дурова, упомянута женой (1633).
Дети:
- Князь Григорий Яковлевич Волконский (1686—1692) — стольник.
- Князь Фёдор Яковлевич Волконский (1686—1692) — стольник царицы Евдокии Фёдоровны.
- Князь Савелий Яковлевич Волконский (1692) — стольник.
- Князь Борис Яковлевич Волконский — упомянут (1670).
- Княжна Степанида Яковлевна — жена (с 1666) Матвея Уваровича Лодыгина.

## Критика
В книге княгини Елизаветы Григорьевны Волконской «Род князей Волконских» (1900), без указания источника, князь Яков Петрович назван окольничим, но его современники и родственники, податели родословной князей Волконских в Палату родословных дел (1686), не придают ему этого звания и в Дворцовых разрядах он упоминается только в чине стольник (до 1668), а далее о нём нет никаких сведений, включая и Боярские книги, то позволительно сильно сомневаться в том, что он был окольничим. Сомнительно так же его участие в Троицком походе (1683), так как, если он дожил до этого времени, ему должно было быть не менее 80 лет, принимая во внимание, что он был женат уже (1633).